# Востоков Іван Анатолійович
Іван Анатолійович Востоков (рос. Иван Анатольевич Востоков; 16 січня 1840 — 2 лютого 1898) — російський астроном.
Родився в Ярославлі. Закінчив Петербурзький університет. Учень О. М. Савича. У 1863—1865 працював в Пулковській обсерваторії, з 1869 — директор Варшавської обсерваторії.
Основні наукові роботи відносяться до небесної механіки. Вивчав способи визначення орбіт, диференціальні рівняння збудженого руху планет і розкладання функції пертурбації в ряд по ступенях ексцентриситету. Удосконалив метод визначення орбіти небесного тіла, запропонований Ж. Л. Лагранжем, зробивши його придатним для практичних обчислень. Згодом цей метод був перевідкритий К. В. Шарльє і А.Андуає. Перебудував і розширив Варшавську обсерваторію, встановив в ній меридіанний круг.